# Palomares (Almeria)
Palomares és una pedania del municipi costaner de Cuevas del Almanzora a la província d'Almeria. Amb 1.258 habitants el 2004, la zona té com principals activitats econòmiques el turisme, l'agricultura, ramaderia i la pesca. Es va fer mundialment famosa el 17 de gener de 1966, quan un bombarder estratègic estatunidenc B-52 va col·lidir contra un avió de subministrament en vol a 30.000 peus d'altura en el que s'anomenà l'accident nuclear de Palomares.